# پدیده بازگشت فنری
مهمترین محدودیت در شکل‌دهی مطلوب ورق‌های فلزی، پدیده بازیابی کشسان در طول باربرداری است که منجر به بازگشت فنری و انحنای دیواره جانبی می‌گردد؛ بنابراین پیش‌بینی بازگشت فنری و انحنای دیواره جانبی برای تولید محصولات دقیق ضروری است.
بازگشت فنری یک فاکتور کلیدی می‌باشد که می‌تواند در کیفیت قطعات کشیده شده با روش کشش عمیق یا خم‌کاری نقش مهمی را ایفا کند. بنابر این برای بهینه کردن فرایند تولید و بالا بردن دقت ابعادی قطعات تولید شده، لازم است عوامل مؤثر در این پدیده شناخته شوند و فرایند کشش عمیق تحت کنترل کامل تولیدکننده در آید.

## علت ایجاد بازگشت فنری
مواد در دو مرحله تغییر شکل می‌دهند:
۱. تغییرشکل الاستیک (کشسان)

هنگامی که بسیاری از مواد چکش‌خوار کشیده شوند از خود خاصیت کشسانی نشان می‌دهند. بدین معنا که متناسب با افزایش بار ماده کشیده می‌شود و اگر ماده رها شود، به شکل اولیه خود بازمی‌گردد.
۲.تعییر شکل پلاستیک

هنگامی که بار وارده از حد معینی (تنش تسلیم) گذشت، آنگاه ماده با سرعت بیشتری تغییر شکل می‌دهد و بخشی از تغییر شکل نیز پس از برداشتن بار باقی می‌ماند. بدین بخش از تغییر شکل، تغییر شکل موم‌سان یا تغییر شکل پلاستیک گفته می‌شود.
در حین بارگذاری بر روی ورق تغییر شکل ورق ابتدا الاستیک بوده و سپس با غلبه بر تنش تسلیم تغییر شکل به صورت پلاستیک ادامه پیدا می‌کند. همواره پس از بار برداری میزان تغییر شکل الاستیک ایجاد شده بازمی‌گردد و همان‌طور که در شکل مشخص است به علت عدم توزیع یکنواخت تنش (در ناحیه بیرونی تنش کششی و در ناحیه داخلی کشش فشاری است)، این بازگشت به‌طور متقارن صورت نمی‌گیرد و از میزان تغییر شکل ایجاد شده کاسته می‌شود.
لازم است ذکر شود گرچه فلزات آنیل‌شده استحکام کششی و فشاری تقریباً یکسانی دارند، ولی اگر آن‌ها را تحت تغییر شکل پلاستیک با اعمال نیروی کششی یا فشاری قرار دهیم، به دلیل کار سختی، در جهت نیروی اعمالی استحکام‌شان افزایش یافته و در جهت عکس نیرو استحکام‌شان کاهش می‌یابد که اثر باوشینگر نامیده می‌شود. البته این اثر تنها به کاهش تسلیم محدود نبوده و تمام منحنی تنش-کرنش را تحت تأثیر قرار می‌دهد.
دلیل اصلی اثر باوشینگر ماهیت ناهمگن تغییر شکل پلاستیک است که باعث ایجاد تنش پسماند در ریزساختار و انباشتگی نابجایی‌ها می‌شود. همچنین مقاومت نابجایی‌های متحرک ایجادشده در فرایند تغییر شکل پلاستیک در برابر لغزش در جهت‌های مختلف بلوری متفاوت است. در مواد چندبلوری که مرزدانه‌ها مانعی در برابر لغزش محسوب می‌شود، این اثر محسوس‌تر است.
گرچه این اثر بر فرایند تغییر شکل اثر گذار است اما در محاسباتی که در ادامه می‌آید از اثر آن صرفنظر شده و فرض می‌گردد ماده مورددر باربرداری در همان مسیری که تحت بارگذاری بوده‌است بازمی‌گردد.

## محاسبه مقدار بازگشت فنری
یک کمیت برای مشخص کردن میزان بازگشت فنری، فاکتور بازگشت فنری(Ks) است. از آنجا که طول محور خنثی در ناحیه خم قبل از بازگشت با هم برابر است، می‌توان نوشت:

{\displaystyle (R_{i}+{\frac {T}{2}})\alpha _{i}=(R_{f}+{\frac {T}{2}})\alpha _{f}}
با استفاده از این رابطه فاکتور بازگشت فنری به صورت زاویه قطعه کار (زاویه خم نهایی) به زاویه خم قالب تعریف می‌شود:
{\displaystyle \textstyle K_{s}={\cfrac {\alpha _{f}}{\alpha _{i}}}={\cfrac {{\cfrac {2R_{i}}{T}}+1}{{\cfrac {2R_{f}}{T}}+1}}}
که در آن Ri و Rf به ترتیب شعاع خم اولیه و نهایی می‌باشند و T ضخامت ورق است. با توجه به رابطه اخیر، فاکتور بازگشت فنریKs فقط به نسبت {\displaystyle {\frac {R}{T}}} بستگی دارد. برای Ks=۱ هیچ بازگشت فنری وجود ندارد و برای Ks=۰ بازگشت فنری به صورت کامل صورت می‌پذیرد.
با داشتن فاکتور بازگشت فنری، درصد بازگشت فنری به صورت زیر محاسبه می‌شود:
{\displaystyle SB\%=(1-K_{s})*100}
مقدار بازگشت فنری به سطح تنش (تنش تسلیم) و مدول الاستیسیته ماده بستگی دارد. بازگشت فنری با افزایش سطح تنش و نیز کاهش مدول الاستیسیته افزایش می‌یابد. بر اساس این مشاهده، فرمول تقریبی زیر برای تخمین بازگشت فنری ارائه شده‌است:
{\displaystyle {\frac {R_{i}}{R_{f}}}=4({\frac {R_{i}Y}{ET}})^{3}-3({\frac {R_{i}Y}{ET}})+1}
که در آن Y تنش تسلیم ماده می‌باشد که با معیار% ۰٫۲ به دست آمده‌است.

## عوامل مؤثر بر میزان بازگشت فنری
طبق روابط به دست آمده عوامل مؤثر روی بازگشت فنری عبارتند از:
1. جنس ورق: هر چقدر ورق تردتر باشد به دلیل اینکه پهنای منطقه الاستیک بیشتر است مقدار با زگشت فنری بیشتر می‌باشد.
2. شعاع خم: هر چقدر شعاع خم کوچکتر باشد برگشت فنری کمتر می‌باشد.
3. زاویه خم: هر چقدر زاویه خم بیشتر باشد به‌طور کلی برگشت فنری بیشتر می‌باشد.
4. ضخامت ورق: هر چقدر ضخامت ورق بیشتر باشد برگشت فنری کمتر می‌باشد.
5. تنش تسلیم ورق: هر چقدر تنش تسلیم ورق کمتر باشد باند الاستیک کوچکتر است و بنا براین بازگشت فنری کمتر خواهد بود.

## جبران اثر بازگشت فنری
روش‌های متعددی برای غلبه بر اثرات بازگشت فنری وحود دارند که عبارت اند از:
۱- اضافه خم (Overbending): در این روش ورق به اندازهٔ بازگشت فنری محاسبه شده بیشتر از مقدار مطلوب خمیده می‌شود. در این صورت پس از بازگشت فنری، زاویه مطلوب بدست می‌آید.
۲- کف کوبی (Bottoming): به کوبیدن شدید فلز در ناحیه خم گفته می‌شود. با این عمل، تنش‌های فشاری به وجود آمده بین سنبه و قالب در محل خم هسته الاستیک ورق را دچار تغییر شکل پلاستیک موضعی می‌کند در نتیجه از بازگشت فنری جلوگیری می‌شود. کف کوبی سطوح تخت ورق بی فایده است، زیرا این سطوح تحت تنش قرار نمی‌گیرند و در به وجود آمدن بازکشت فنری بی تأثیر هستند. همچنین بازکوبی سطوح بزرگتر نیاز به پرسی با تناژ بالا دارد.
۳- شکل دهی کششی (Strech Forming): شکل دهی کششی یکی از تکنیک‌های خمکاری فلزات است که مقدار بیشتری از بازگشت فنری را حذف می‌کند. قرار دادن ورق در معرض تنش‌های کششی در حین خمکاری باعث یکنواخت کردن توزیع تنش در طول ضخامنت می‌شود. این روش برای برخی خم‌های پیچیده و زوایای خیلی تیز قابل اعمال نیست. در استفاده ارز این روش بایستی مقدار کشش کنترل شود تا از ترک خوردن ورق جلوگیری به عمل آید.